# Simone bar Giora
Simone bar Giora (anche Simeon Bar Giora, Simon Ben Giora, o Shimon Bar Giora; Gerasa, ... – Roma, 71) è stato un condottiero ebreo antico, comandante edomita dei Sicarii durante la prima guerra giudaica; rivestì un ruolo di rilievo nelle lotte intestine tra gli Ebrei durante l'assedio di Gerusalemme (70).

## Biografia
Giuseppe Flavio di lui racconta che era nativo di Gerasa. Era un giovane che per furbizia era secondo solo a Giovanni di Giscala, che a partire dalla fine del 67 faceva da padrone a Gerusalemme. Simone gli era però superiore fisicamente e per audacia. Allontanato dal sommo sacerdote Anano dalla toparchia di Acrabatene, si era unito ai briganti che occupavano Masada. Qui crebbe in considerazione e, con il tempo, fu ammesso a partecipare alle loro scorrerie, che devastavano i territori circostanti. Non riuscendo a convincere i briganti ad intraprendere azioni a più largo raggio, preferì con pochi fedeli ritirarsi fra i monti e, promettendo la libertà agli schiavi e premi agli uomini liberi, radunò da ogni parte una grande massa di briganti, e si diede a fare incursioni contro i villaggi delle vicine montagne.
Con l'arrivo, poi, di nuovi briganti, allargò il suo raggio di azione fino alla pianura. E quando cominciò a diventare pericoloso anche per le città, molte persone perbene cominciarono ad essere attratte dalle sue imprese, tanto che nella sua banda non venivano più raccolte solo schiavi e ladroni, ma anche numerosi cittadini, esercitando su loro un potere quasi fosse il loro sovrano. Le incursioni allora si ampliarono, portando devastazione non solo sulla toparchia di Acrabatene, ma anche su tutti i territori fino all'Idumea. Decise, poi, di raccogliere l'enorme banda di ribelli in un villaggio chiamato Nain, che fortificò con delle mura e che utilizzò come base difensiva; nella valle chiamata Ferete, ampliò numerose caverne e le utilizzò per depositarvi i tesori e tutto ciò che aveva razziato, comprese le riserve di viveri, mettendole sotto sorveglianza. Era evidente che addestrava i suoi uomini con l'obbiettivo di attaccare ed occupare Gerusalemme.
Tutto ciò destò negli Zeloti grande preoccupazione per i suoi progetti e, volendo prevenire ciò che si poteva verificare in futuro, uscirono da Gerusalemme per affrontarlo con le armi, con gran parte del loro esercito. Simone li affrontò e nel combattimento che seguì, ne uccise parecchi, riuscendo a respingerli fino alla città. Non sentendosi però sufficientemente forte, preferì non dare l'assalto delle mura. Subito dopo si rivolse contro l'Idumea con 20.000 armati. I capi dell'Idumea raccolsero, pertanto, 25.000 armati si misero in marcia per scontrarsi con Simone, lungo i loro confini. Qui avvenne lo scontro, che, dopo un'intera giornata di combattimenti, non ebbe né vincitori né vinti. Simone, fece allora ritorno a Nain, ma non molto tempo dopo, tornò a invadere il loro territorio con forze ancor maggiori. Accampatosi allora presso il villaggio di Thecue, inviò uno dei suoi più fidati collaboratori, Eleazaro, nella vicina piazzaforte di Erodion, dove Giuseppe Flavio racconta, perse la vita. Intanto gli Idumei, preoccupati per la determinazione di Simone, preferirono raccogliere informazioni sul suo esercito prima di venire a battaglia.
Venne quindi inviato un certo Giacomo (figlio di Sosa), uno dei comandanti, che meditava il tradimento. Partito da Aluro (oggi Halhul), villaggio dove erano concentrate le forze degli Idumei, raggiunse Simone e prese accordi per consegnargli la sua patria, l'Idumea, ricevendo garanzie per sé. Quando, poi, fece ritorno presso i suoi, fornì un quadro molto esagerato delle forze di Simone al fine di scoraggiarli e persuadere tutti i comandanti a venire ad un'intesa, affidando a Simone il comando supremo, senza inutile spargimento di sangue. E mentre cercava di convincerli, mandò dei messi a Simone per sollecitare il suo arrivo. Quando poi, l'esercito di Simone era ormai vicino, fu il primo a saltare in sella al suo cavallo e a darsi alla fuga, seguito dai suoi uomini più fidati. Ciò destò grande sgomento e panico, tanto che, prima ancora che iniziasse la battaglia, molti Idumei avevano abbandonato i ranghi e se n'erano tornati nelle proprie abitazioni. E così Simone, senza colpo ferire, con un attacco di sorpresa s'impadronì per prima della cittadina di Hebron, dove recuperò un grande bottino e numerosi viveri.
Dopo Hebron, Simone continuò con una serie di incursioni e terribili devastazioni in tutta l'Idumea, non soltanto saccheggiando villaggi e città, ma anche l'intera campagna circostante, in cerca di viveri per sfamare la moltitudine di persone che lo seguiva, ormai in numero di 40.000. Queste azioni destarono nuove preoccupazioni da parte degli Zeloti, i quali, non osando affrontare Simone in campo aperto, gli tesero un agguato e catturarono sua moglie e numerose persone del suo seguito. La reazione di Simone non si fece attendere molto. Colto da furore, avvicinatosi alle mura di Gerusalemme, sembrava una belva ferita che, non riuscendo a prendersela con chi gli aveva rapito la moglie, si sfogava su chi capitava. Chiunque usciva da Gerusalemme per fare provviste, anche se vecchio o disarmato, veniva catturato ed ucciso tra atroci tormenti. Molti vennero rimandati indietro con le mani mozzate, al fine di generare terrore nel nemico e di istigare il popolo contro i colpevoli.
Mandava, inoltre, a dire che qualora non gli avessero consegnato la moglie, avrebbe sfondato le mura e se la sarebbe presa con tutti gli abitanti della città, senza aver nessun riguardo per età, o se fossero stati innocenti e colpevoli. Queste minacce atterrirono sia il popolo, sia gli Zeloti, tanto da costringerli a restituirgli la moglie, sospendendo così le continue uccisioni. In seguito, Simone rivolse di nuovo la sua attenzione contro ciò che restava dell'Idumea, dandole l'assalto e costringendo la maggior parte della sua popolazione a fuggire a Gerusalemme. Qui li inseguì e, circondate nuovamente le mura, mise a morte tutti coloro che uscivano, tanto da risultare un nemico ben peggiore di quanto lo fossero i Romani all'esterno. Frattanto all'interno delle mura continuavano le nefandezze degli Zeloti capitanati da Giovanni di Giscala. E così chi fosse fuggito da Giovanni riceveva da Simone un'accoglienza ancora peggiore, al di fuori delle mura, tanto che Giuseppe Flavio descrive la situazione per i Giudei in questo modo:
(Giuseppe Flavio, Guerra giudaica, IV, 9.10.564-565.)

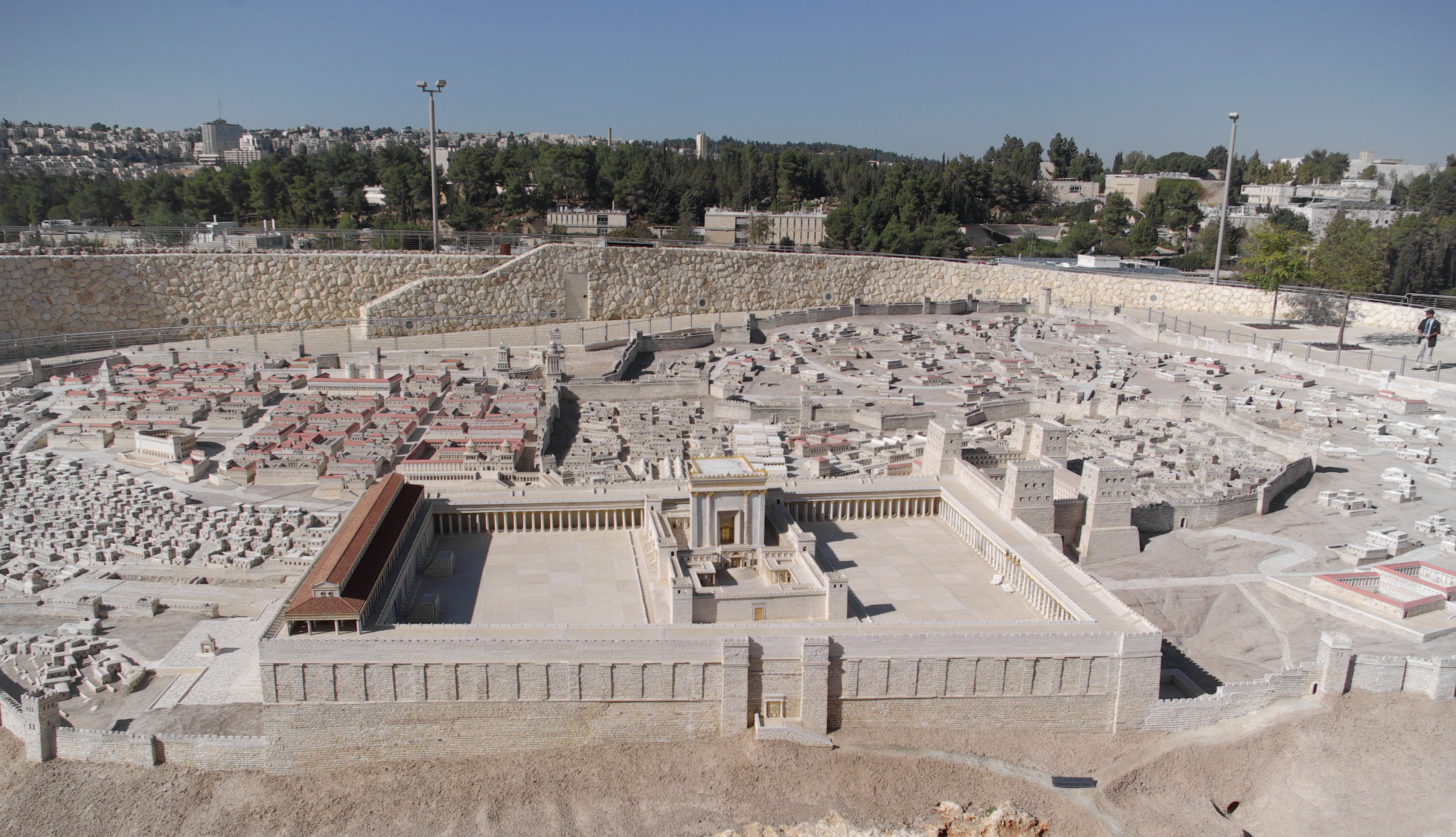
Il grande tempio di Gerusalemme (al centro) dove trovarono rifugio gli Zeloti e la fortezza Antonia (sulla sinistra).

Poco dopo, tra le forze di Giovanni di Giscala scoppiò una rivolta, dove tutti gli Idumei insorsero, invidiosi della potenza del tiranno ed uccisero un gran numero di Zeloti, costringendo questi ultimi a rifugiarsi nel palazzo reale. Ma anche da qui furono cacciati fino al tempio, dandosi poi al saccheggio dei tesori di Giovanni, che aveva abitato il palazzo. Gli Zeloti, compresi quelli che si trovavano nella città al momento dell'attacco, si raccolsero nel tempio, pronti a colpire il popolo e gli Idumei. Ma questi si radunarono a consiglio insieme ai sommi sacerdoti, per stabilire come difendersi dall'imminente furia cieca zelota. Essi ricorsero ad un rimedio che si rivelò peggiore della condizione in cui già si trovavano: per liberarsi di Giovanni decisero di far entrare Simone. Il sommo sacerdote Mattia fu inviato per chiedere a Simone di entrare in città. Simone acconsentì e fece il suo ingresso, come se fosse il liberatore della città dagli Zeloti, acclamato dal popolo come se fosse il loro salvatore e protettore. Quando poi fu dentro col suo esercito, non pensò che al suo potere, considerando tutti coloro che lo avevano inviato ad entrare alla pari con quelli contro cui avrebbe dovuto combattere.
Così il mese di Xanthico (marzo del 69) del terzo anno di guerra, Simone si fece signore di Gerusalemme, mentre Giovanni e gli Zeloti, costretti a barricarsi nel tempio, cominciarono a temere per la loro sorte. Con l'aiuto del popolo Simone diede allora l'assalto al tempio, ma gli avversari, riuscirono a respingere gli attacchi, uccidendone numerosi. Gli Zeloti infatti, stando più in alto, riuscivano a colpire con maggiore facilità ed efficacia. Questo vantaggio risultò maggiore grazie alla costruzione di quattro torri grandissime dalle quali poter tirare da un'altezza superiore: una era posta all'angolo nord-orientale, l'altra sopra al Xisto, la terza nell'altro angolo di fronte alla città bassa, la quarta sul tetto degli alloggi sacerdotali. Sulle torri vennero poste catapulte e altre armi da lancio, oltre ad arcieri e frombolieri. Da quel momento Simone rallentò gli attacchi, vedendo che tra i suoi molti si erano perduti d'animo, sebbene avesse dalla sua il vantaggio della superiorità numerica.
Durante il 68, terzo anno della rivolta, emersero quattro capi dei ribelli ebrei: Giovanni di Giscala, Simone bar Giora, Eleazaro ben Simone e Giuseppe ben Mattia. Simone bar Giora – epiteto che significa probabilmente "figlio del proselito" – era il maggiore concorrente di Giovanni al comando dei ribelli; Simone era un generale molto esperto, che raccolse 40.000 soldati con sé promettendo libertà per gli schiavi e ricompense per i liberi. Il suo programma politico era radicale e attrasse l'avversione del conservatore Flavio Giuseppe. Temendo il potere di Giovanni, la popolazione di Gerusalemme invitò gli Edomiti a entrare in città nella primavera del 69; lì Simone governò come un re. All'interno di Gerusalemme scoppiò una guerra civile tra gli Zeloti di Eleazaro,  i Sicarii di Simone e i sostenitori di Giovanni.
Flavio Giuseppe racconta che gli uomini di Giovanni si recavano spesso in strada vestendosi da donna, seducendo e uccidendo uomini per divertimento. Alla fine Simone riuscì a sconfiggere Giovanni dopo averlo assediato nel Tempio di Gerusalemme. Nel frattempo Eleazaro era riuscito a convincere alcuni uomini di Giovanni a passare dalla sua parte, rafforzando quindi la sua fazione. Secondo le testimonianze la guerra civile fu così feroce che i cittadini dovevano salire sui cadaveri per salire al Tempio ad offrire i propri sacrifici. Giuseppe Flavio ricorda che durante l'assedio di Gerusalemme, Simone occupò la "città alta". Quando poi l'esercito romano, una volta penetrato oltre l'ultima cerchia di mura e dandosi al saccheggio, egli raccolse un gruppo di amici fidati, oltre ad un certo numero di scalpellini di ferro e cibo sufficiente per numerosi giorni, e si nascose in una galleria sotterranea segreta. Dopo aver scavato un lungo tratto per riuscire a fuggire dall'occupazione romana, s'imbatterono nella pietra viva, accorgendosi che di fronte a piccoli progressi nello scavo, i viveri cominciavano a scarseggiare.
Allora Simone, credendo di poter trarre in inganno i Romani spaventandoli, si avvolse in bende bianche e uscì da sotto terra, proprio nel punto dove prima sorgeva il grande tempio. Inizialmente chi lo vide prese paura, ma poi qualcuno gli si avvicinò e chiese chi fosse. Egli non rivelò subito la sua identità e chiese di poter interloquire con il loro comandante, che fu prontamente chiamato. Terenzio Rufo, che era stato lasciato a capo del presidio, dopo aver ascoltato Simone, lo fece mettere in catene e fece pervenire a Tito la notizia della sua cattura. Con la cattura di Simone, i Romani nei giorni seguenti scoprirono un gran numero di altri ribelli nelle gallerie sotterranee. Quando Cesare tornò a Cesarea marittima, gli venne portato in catene Simone, e Cesare diede ordine di riservarlo per il trionfo che presto avrebbe celebrato a Roma. Dopo il trionfo, Simone venne precipitato dalla Rupe Tarpea.

## Monetazione di Simone

Moneta coniata dai ribelli nel 68: al dritto "Siclo Israele Anno 3"; al rovescio: "Gerusalemme la santa"

Simone coniò delle monete che recavano la legenda "Redenzione di Sion", indicando che vi era un lato religioso nella sua ricerca del potere. Sebbene non sia certo che si ponesse come il Messia, non di meno vestì la porpora nel Tempio.